# Apseudes armatus
Apseudes armatus är en kräftdjursart som beskrevs av Richardson 1911. Apseudes armatus ingår i släktet Apseudes och familjen Apseudidae. Inga underarter finns listade i Catalogue of Life.